# Паннижненемецкое движение

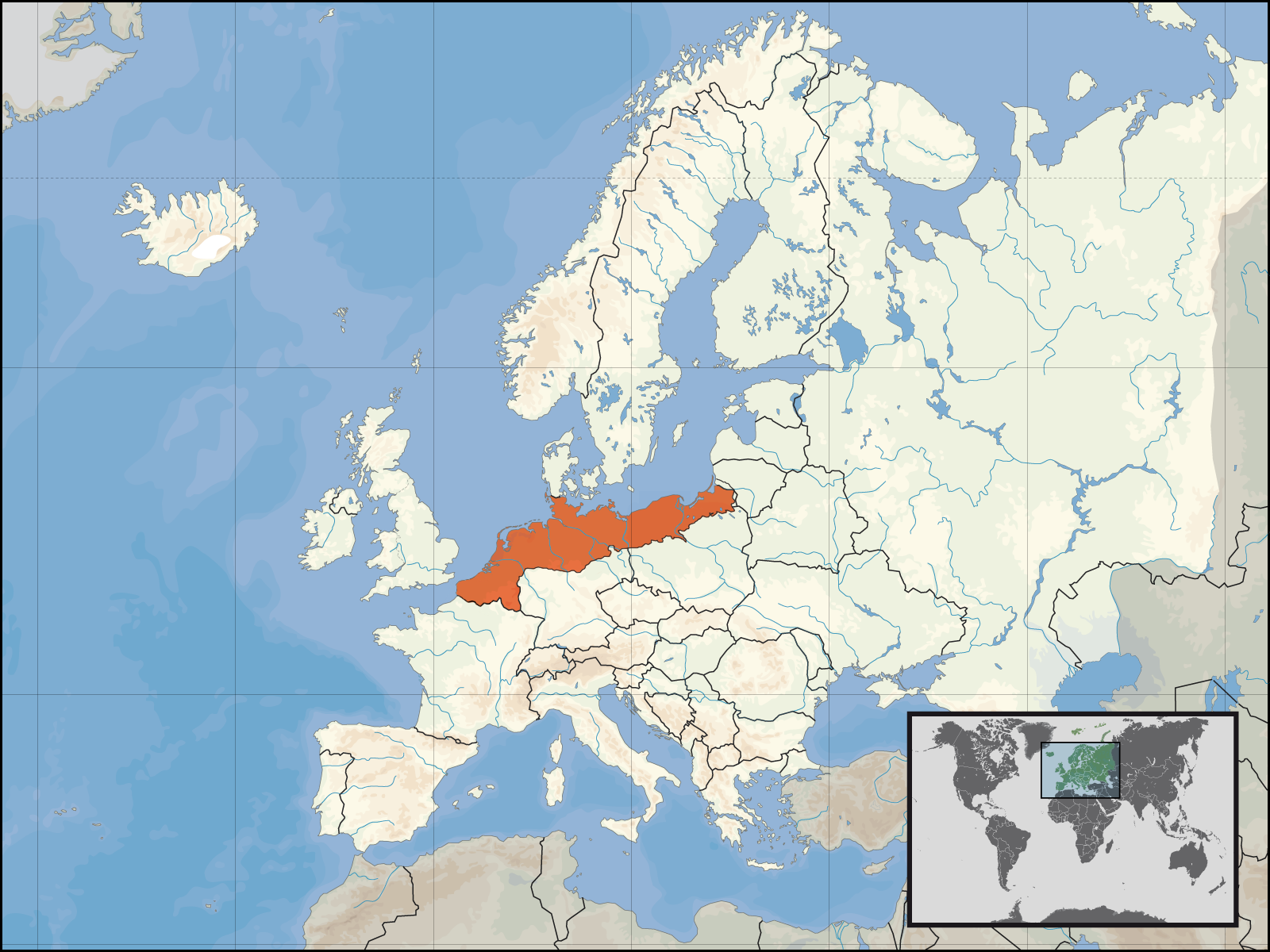
Так представляли единое государство сторонники паннижнегерманизма

Паннижненемецкое движение, паннижнегерманизм (нидерл. Aldietsche Beweging, нем. Allniederdeutsche Bewegung, фр. Mouvement pan-thiois) — течение внутри либеральной части фламандского движения, которое стремилось к единству нижнегерманских народов от Кёнигсберга до Дюнкерка. Оно не имело большого политического успеха — выяснилось, что католическая Фландрия мало заинтересована в сотрудничестве с кальвинистами и лютеранами. Вследствие это движение прежде всего было культурным. Идея зародилась в XIX веке и получила некоторую поддержку во Фландрии и в Нидерландах. После Первой мировой войны паннижнегерманизм стал маргинальным движением и находил поддержку только в великонидерландских и великогерманских ультраправых кругах.
Одним из самых ярких представителей движения был Констант Якоб Хансен (1833—1910), работавший архивариусом в городе Антверпен. Его отец был родом из Дании, а мать — из Зеландии, провинции Нидерландов.
Сторонники паннижнегерманизма (в частности Констант Хансен) хотели создать единую литературную норму языка, который должен был представлять собой синтез нидерландского и нижненемецкого языков с максимально возможной немецкой орфографией. Многие деятели движения симпатизировали пангерманизму и поддерживали великогерманский путь объединения Германии.
В некоторых землях, входивших в интересы паннижнегерманистов, германские языки уже (на начало XXI века) почти не используются: к примеру, сильно франкизированная Французская Фландрия и территория современной Калининградской области России.
Значение движения заключается в том, что нижненемецкий язык стал предметом лингвистических, литературных и общекультурных интересов фламандцев во второй половине XIX века. Несмотря на затраченную энергию, другими конкретными результатами паннижнегерманизм похвастаться не может.